# Johannes Bruhn
Johannes Bruhn (sinh ngày 10 tháng 7 năm 1898 mất ngày 20 tháng 11 năm 1954) là thiếu tướng trong quân đội Đức Quốc xã. Ông nhận được huân chương Hiệp sĩ Thập tự sắt vào ngày 20 tháng 12 năm 1943, do chiến đấu dũng cảm trong tình cảnh khó khăn và lãnh đạo quân đội thành công. Tháng 11 năm 1944, Johannes Bruhn bị quân đội Anh bắt và được thả vào năm 1947. Năm 1951,ông gia nhập Bundesgrenzschutz (Lực lượng Biên phòng Liên bang Tây Đức) nghỉ hưu vào năm 1954.

### Tư liệu
- Fellgiebel, Walther-Peer (2000). Die Träger des Ritterkreuzes des Eisernen Kreuzes 1939-1945. Friedburg, Germany: Podzun-Pallas. ISBN 3-7909-0284-5.
- Scherzer, Veit (2007). Ritterkreuzträger 1939–1945 Die Inhaber des Ritterkreuzes des Eisernen Kreuzes 1939 von Heer, Luftwaffe, Kriegsmarine, Waffen-SS, Volkssturm sowie mit Deutschland verbündeter Streitkräfte nach den Unterlagen des Bundesarchives (in German). Jena, Germany: Scherzers Miltaer-Verlag. ISBN 978-3-938845-17-2.